# Миннетонка (озеро)
Миннетонка (англ. Lake Minnetonka) — озеро в штате Миннесота западнее Миннеаполиса.
Площадь озера — 59 км², высота над уровнем моря — 283 м, наибольшая глубина — 34 м. Береговая линия длиной 200 км сильно изрезана, много островов. Из озера вытекает 35-километровая речка Миннехаха-Крик, известная своими водопадами.
На языке индейцев лакота название озера означает «большая вода». Первое посещение европейцами зарегистрировано в 1822 году, когда сюда на каноэ добрались двое семнадцатилетних юношей.
Исторически озеро известно судоходством, сегодня это место для отдыха и рыбной ловли.
Расположено озеро на территории округа Хеннепин, небольшая часть — в округе Карвер.